# Связность Леви-Чивиты
Свя́зность Леви-Чиви́ты (или связность, ассоциированная с метрикой) — одна из основных структур на римановом многообразии.
Даёт естественный способ дифференцировать векторные поля на римановом многообразии;
эквивалентно заданию ковариантного дифференцирования, а также параллельного перенесения вдоль кривых.
Названа в честь итальянского математика Туллио Леви-Чивиты.

## Определение
Связность Леви-Чивиты есть аффинная связность с нулевым кручением на римановом (или псевдоримановом) многообразии {\displaystyle M}, относительно которой метрический тензор ковариантно постоянен.
То есть аффинная связность {\displaystyle \nabla } на римановом многообразии {\displaystyle (M,g)} называется связностью Леви-Чивиты, если для неё выполнены следующие два условия:
1. (римановость) для любых векторных полей {\displaystyle X}, {\displaystyle Y}, {\displaystyle Z} верно
{\displaystyle X{\big (}g(Y,Z){\big )}=g(\nabla _{X}Y,Z)+g(Y,\nabla _{X}Z),}

 где {\displaystyle X{\big (}g(Y,Z){\big )}} обозначает производную {\displaystyle g(Y,Z)} в направлении {\displaystyle X}.
1. (отсутствие кручения) для любых векторных полей {\displaystyle X} и {\displaystyle Y}
{\displaystyle \nabla _{X}Y-\nabla _{Y}X-[X,Y]=0,},

 где {\displaystyle [X,Y]} — скобки Ли векторных полей {\displaystyle X} и {\displaystyle Y}.

## Свойства
- Любое риманово (и псевдориманово) многообразие обладает единственной связностью Леви-Чивиты; это утверждение иногда называется основной теоремой римановой геометрии.